# Гропо (Маса-Карара)
Гропо је насеље у Италији у округу Маса-Карара, региону Тоскана.
Према процени из 2011. у насељу је живело 121 становника. Насеље се налази на надморској висини од 372 м.